# Karol Scheiblers Murstenshus
Karol Scheiblers murstenshus (polsk Kamienica Karola Scheiblera) ligger på hjørnet af Piotrkowska-gaden 11 og Adam Próchniks gade i Łódź. 
Bygningen blev rejst i årene 1879-1881 og husede hovedlageret til Karol Scheiblers firma. Nogle af lokalerne blev også lejet ud til butikker, mens andre var lejligheder. I noget tid havde Jan Petersilges blad «Ogłoszenia Łódzkie – Łodźer Anzeiger» også sit sæde her. Med sine fire etager var murstenshuset det første virkelige storbyhus i byen. I dag befinder blandt andet en af byens bedre boghandlere sig her. 
Murstenshuset har en hesteskoformet grundplan med tre fløje som danner en indvendig gårdsplads. Karakteristiske elementer er hjørnekarnappet som dækkes af en effektfuld neobarok kuppel. Ellers præges bygningen af italiensk renæssance. 
Bygningen blev muligvis tegnet af Hilary Majewski. Dette er imidlertid meget usikkert, da bygningens arkitektur ligner datidens berlinske murstenshuse. Det kan derfor være, at bygningen blev tegnet af et tysk firma, mens Majewski, som var byarkitekt, kun godkendte projektet.
51°46′29.1″N 19°27′17.64″Ø / 51.774750°N 19.4549000°Ø